# Antonio de Cabezón
Antonio de Cabezón (Castrillo Mota de Judíos, Província de Burgos, 1510 – Madrid, 26 de març de 1566) va ser un molt important organista i compositor espanyol del Renaixement.

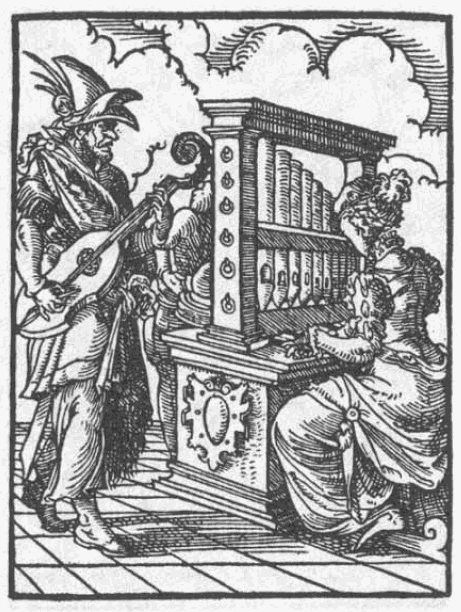
Gravat del 1568

## Biografia
Va quedar cec de nen, probablement als vuit anys. Va tenir sempre una gran vocació musical i per això es va traslladar a Palència on es trobà amb García de Baeza, organista de la catedral, amb qui va continuar els seus estudis. Va arribar a ser músic de cambra de Carles V i, anys més tard, a partir de 1543 ho va ser de Felip II. També va ser organista de la capella d'Isabel de Portugal.
Va realitzar diversos viatges per Europa, sempre amb la Cort, fet que va aprofitar per conèixer els grans músics de les diferents escoles europees. El compositor francès Josquin Desprez el va influir bastant pel que fa a l'estil polifònic i Cabezón, a la vegada, va influir en Desprez amb la seva habilitat per les variacions.
Va morir el 26 de març de 1566 a Madrid. Al seu poble natal, Castrillo de Matajudíos, té dedicada una placa a la plaça Major i la casa on va néixer es conserva i es pot visitar.

## Obra
La seva obra és important per la seva originalitat i per la profunditat de llenguatge, d'estil contrapuntístic molt ric i amb melodies sotmeses a nombroses variacions.
Es va dedicar sobretot a la música per a teclat. Va treballar i va desenvolupar noves formes com:
- les glosses de romanços, unes adaptacions per a teclat d'obres polifòniques d'altres compositors;
- les diferències, que eren variacions sobre cançons i danses franceses i espanyoles;
- els tientos, motets instrumentals basats en la imitació.

També va compondre algunes peces litúrgiques.

### Edicions
Dotze anys després de la seva mort, el seu fill Hernando de Cabezón va publicar la seva obra. Va portar el títol d'Obras de música para tecla, arpa y vihuela (instrument de corda) d'Antonio de Cabezón (1578). Anteriorment, Luis Venegas de Henestrosa havia publicat a Alcalá de Henares el Libro de cifra nueva para tecla, arpa y vihuela (1557) que incloïa 40 peces de Cabezón.
L'any 1966 es va publicar a Barcelona una nova edició a càrrec d'Higini Anglès que encara no estava completa i anys més tard la musicòloga María Asunción Ester Salas va publicar un altre volum amb les obres que faltaven.